# Tabiteuea Sud
Tabiteuea Sud è la parte meridionale dell’atollo di Tabiteuea.
È separata da Tabiteuea Nord.

## Geografia
Si chiama in inglese Tabiteuea South e in gilbertese Tabiteuea Maiaki comprende 6 villaggi con Tewai nel nord, Taungaeaka, Buariki, Nikutoru, Katabanga e l’isoletta di Takuu. La parte principale di Tabiteuea South ha un pontile (causeway) che connette Taungaeaka a Buariki, e Tewai a Taungaeaka. Takuu non è ancora connessa.
Tabiteuea South ha una superficie di 11,85 km2, con una larghezza di 1,89 km nel punto più largo e 0,02 km nel punto più stretto, e circa 29,87 km di lunghezza.
Le isole abitate di Tabiteuea South comprendono Tewai nel punto più a Nord, con poi Taungaeaka, Buariki, Nikutoru, Katabanga, e la più al sud, Takuu. Le altre isole non sono abitate, ma vengono visitate per la raccolta della copra e per la pesca.
Ci sono 7 pontili (causeways) che pconducono a Tabiteuea South. Il pontile di Katabanga-Takuu si è rotto e non è stato riparato. Ci sono due pontili che collegano Taungaeaka all’isola prima del villaggio di Buariki.
La popolazione di Tabiteuea Sud al censimento del 2020 è di 1.357 abitanti (nel 2010 era di 1.290 abitanti). Nel censimento del 2005 era di 1.217. Dal 1963 in poi, è sempre stata compresa tra il migliaio e poco più di 1.400.